# Reklama v pražském metru

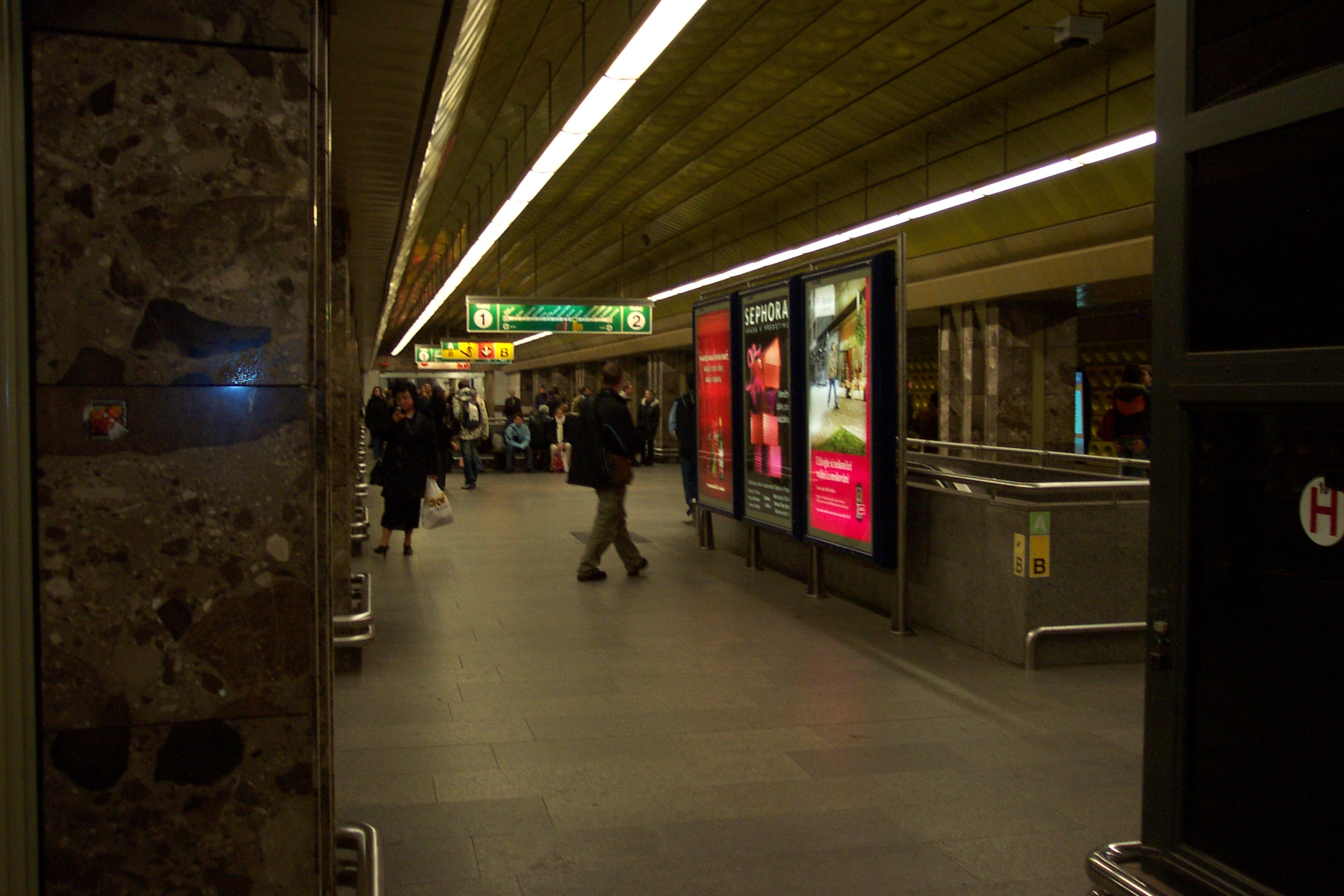
Tři reklamní panely ve stanici Můstek-A

Reklama se v pražském metru začala objevovat až na konci 90. let 20. století a hlavně pak v prvním desetiletí století jedenadvacátého.

## Historický vývoj
Tento vývoj byl dán hlavně společenskou situací. Zatímco v zemích západní Evropy bylo zcela běžné, že se rozsáhlé prostory podzemních drah využívaly k reklamním účelům, v Evropě východní bylo metro symbolem režimu, kde byla propagace zboží a služeb pouze okrajovou, mnohdy formální záležitostí. A nejinak tomu bylo i v Praze. Změnu však přinesla až nová doba v 90. letech a transformace pražského dopravního podniku na počátku 21. století. V pražské podzemní dráze bylo vyhrazeno mnoho prostor, které lze vhodně pro reklamní účely využít, přesto však téměř nedošlo k narušení původního vyznění jednotlivých stanic.

## Výskyt

### Stanice

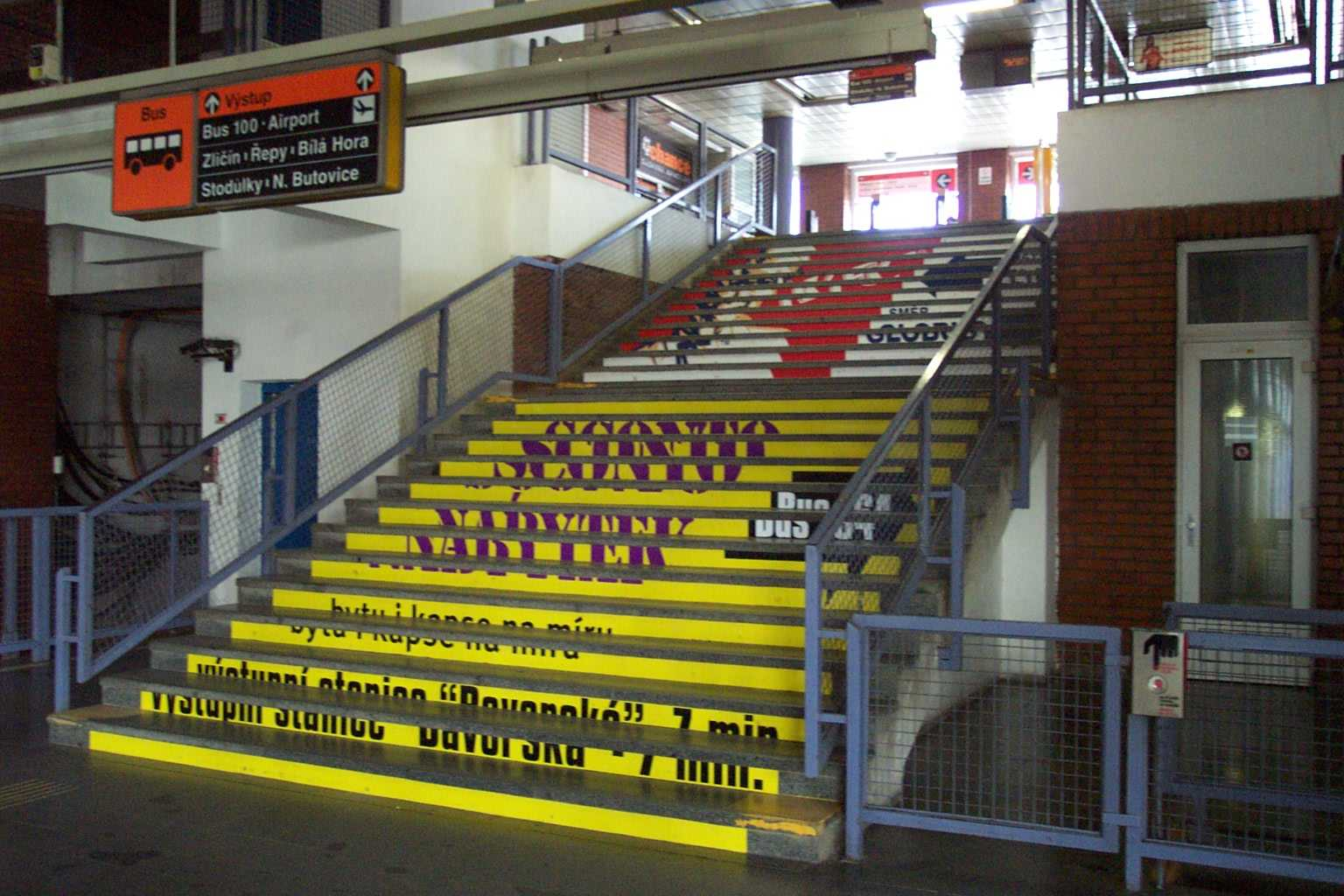
Reklamy umístěné na schodišti ve stanici Zličín

V pražském metru bylo základem otevření linky B v roce 1986, kde byla možnost je instalovat do obložení eskalátorových tunelů, což se začalo používat po revoluci, kdy byly instalovány i do jiných prostor a na jiné linky.
Prostory, které jsou pro reklamy vyhrazené primárně, jsou prodloužené střední lodě ražených trojlodních stanic, či jiné chodby (Můstek, Národní třída, Muzeum, Florenc). Ve stanici Strašnická byly například nainstalovány přímo reklamní panely na stěny za nástupištěm. Mnohem častější jsou však panely přímo na nástupištích v jeho ose, v prosvícené podobě.
K reklamním účelům se začala využívat také i ramena hlubinných eskalátorů (například ve stanicích Anděl, Florenc apod.).
Pro reklamní účely jsou také využívány informační video projektory, čtyřicet reklamních ploch bylo instalováno v letech 2007-2008 ve vytíženějších stanicích. Kromě reklam na nich cestující mohou sledovat krátké zprávy nebo pozvánky. Po sedmi letech však byly v některých stanicích zrušené z důvodu překročení životnosti. V jiných stanicích přetrvaly.

### Vlaky

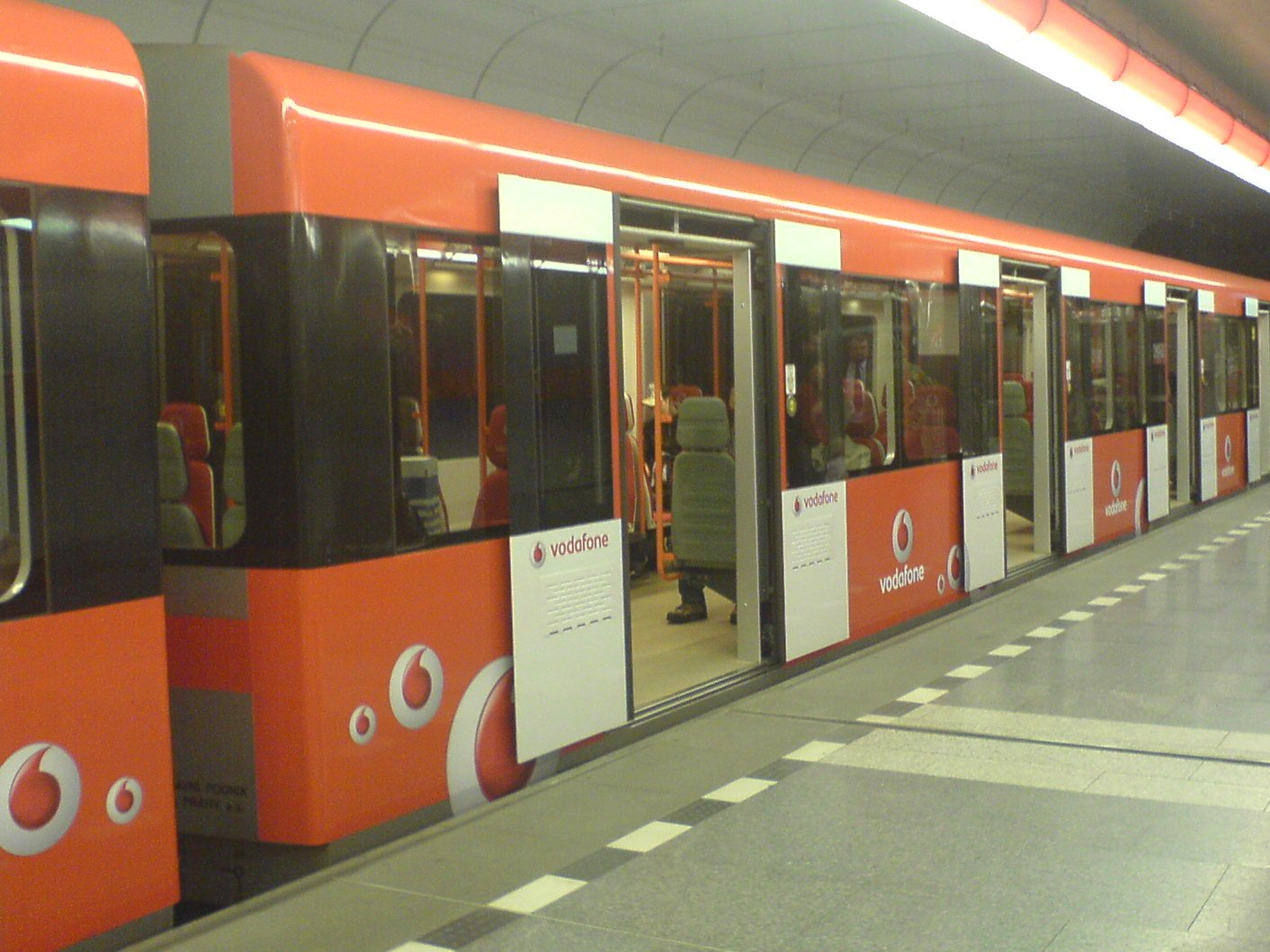
Reklamní souprava- Vodafone

První souprava metra s celovozovou reklamou, byl vlak typu 81-71 na lince B, a to v bílo-modrém provedení a výrobky společnosti Ardo. Později se však další reklamní soupravy neobjevily, hlavně díky tomu, že metro není pro inzerenty tolik atraktivní jako například tramvaje nebo autobusy. Výjimkou se stala reklamní souprava M1, kterou v září 2007 opatřil svým červeno-bílým nátěrem telefonní operátor Vodafone. (jedná se o vozy 4107, 4210, 4211, 4212 a 4108), bílá reklama na Komerční banku v roce 2009 a modrá reklama na Citibank v roce 2011 .
Využívat se však začaly i plochy přímo ve vozech, buď se začaly lepit jednotlivé reklamy přímo na obložení vagónu (81-71), nebo začaly být do interiéru upevňovány reklamní panely na stěny (M1).
Známým případem byla také netradiční inzerce ve vlacích pražského metra (linka B), jejímž obsahem byl dopis s tematikou osobních problémů jednoho páru.
Reklamní samolepky systematicky nalepované na dveře vagónů nebyly v rámci čištění vozů odstraňovány a po mnoho let tak hyzdily vzhled vozů. Kromě toho se sporadicky ve vozech i stanicích objevovaly i skutečné nelegální reklamní nálepky. V dubnu 2012 Dopravní podnik přestal skla vozových dveří k reklamním účelům využívat a ve spolupráci se společností Rencar rozjel informační kampaň, ve které se snažil vzbudit dojem, že dosavadní výlepy na dveře byly nelegální. Místo reklam byly na dveře vozů vylepeny informační nálepky a na informačních plátnech ve vybraných stanicích metra jsou vysílány krátké animované spoty.